# Shazam! (série télévisée)
Pour les articles homonymes, voir Shazam.
Ne doit pas être confondu avec Shazzan.
Shazam ! est une série télévisée américaine en 28 épisodes de 25 minutes produite par Filmation et diffusée du 7 septembre 1974 au 16 octobre 1976 sur le réseau CBS.
Elle est inspirée du personnage de Captain Marvel dessiné par C.C. Beck et écrit par Bill Parker.
Cette série est inédite dans tous les pays francophones.

## Synopsis
Billy Batson et son ami Mentor parcourent les États-Unis à bord d'un camping-car et aident toutes sortes de personnes qui ont des problèmes. Lorsqu'un danger survient, Billy invoque des dieux de l'Olympe ou des personnages bibliques en hurlant le nom Shazam et il se transforme en super héros à la force herculéenne, capable de voler.

## Fiche technique
- Créateur : Lou Scheimer
- Producteur : Arthur H. Nadel
- Producteurs associés : Len Janson et Chuck Menville
- Producteurs exécutifs : Norm Prescott, Lou Scheimer et Richard N. Rosenbloom
- Supervision des histoires : Marshall J. Wolins
- Conseiller technique : Carmine Infantino
- Musique : Ray Ellis et Norm Prescott
- Directeur de la photographie : Robert F. Sparks
- Montage : Stanley Rabjohn et Ray Williford
- Distribution : Meryl O'Loughlin
- Création des costumes : Thalia Phillips
- Compagnie de production : Filmation Associates
- Compagnie de distribution : Warner Bros. Television
- Langage : Anglais Mono
- Durée : 25 minutes
- Image : Couleurs
- Ratio : 1.33:1 plein écran
- Format : 35 mm

 Sauf indication contraire, les informations mentionnées dans cette section peuvent être confirmées par la base de données cinématographiques IMDb,  présente dans la section « Liens externes ».

## Distribution
- Michael Gray (en) : Billy Batson
- Les Tremayne : Mentor
- Jackson Bostwick puis John Davey (en) : Shazam

## Épisodes

### Première saison (1974)
1. Les Chauffards (The Joy Riders)
2. Les Frères (The Brothers)
3. Tu ne tueras point (Thou Shalt Not Kill)
4. Un ami du passé (The Lure of the Lost)
5. La Rédemption (The Road Back)
6. L'Athlète (The Athlete)
7. Le Trésor (The Treasure)
8. Le Garçon qui disait non (The Boy Who said No)
9. La Voiture maudite (The Doom Buggy)
10. Le Cerveau (The Brain)
11. Le Garçon perdu (Little Boy Lost)
12. Le Délinquant (The Deliquent)
13. Le Vantard (The Braggart)
14. Le passé est le passé (The Past is not Forever)
15. La bande est là (The Gang's All There)

### Deuxième saison (1975)
1. Gagner n'est pas l'essentiel (On Winning)
2. Debbie (Debbie)
3. La Folie de l'or (Fool's Gold)
4. L'Imposteur (Double Trouble)
5. Au revoir, Packy (Goodbye, Packy)
6. La Poursuite (Speak No Evil)
7. Un duo inattendu (The Odd Couple) (cross-over avec Isis)

### Troisième saison (1976)
1. Le Concours (The Contest)
2. Les Racines de l'amertume (Bitter Herbs)
3. Les Parachutistes (Ripcord)
4. Le Magot (Finders Keepers) (cross-over avec Isis)
5. Un autre son de cloche (The Sound of a Different Drummer)
6. Le Festival du film (Out of Focus) (cross-over avec Isis)

## Cross-over avecIsis
Le personnage d'Isis apparaît dans trois épisodes de la série pour prêter main-forte à notre héros. Shazam à son tour apparaîtra dans la série sœur,,.

## DVD
L'intégrale de la série est sortie en Zone 1 en coffret 3 DVD chez Warner Archive en version originale non sous-titrée, sans suppléments le 18 septembre 2012.